# LET L-23
O LET L-23 Super Blanik é um dos mais conhecidos planadores de instrução do mundo. Foi concebido na antiga Checoslováquia, obtendo grande sucesso internacional, principalmente pela ótima relação custo/benefício. É um planador metálico, dócil, robusto e acrobático. 
No Brasil, após a aquisição por um aeroclube (privado) e a divulgação de suas qualidades, foi adquirido pelo governo na década de 1970, para substituir os bons e velhos Neiva B Monitor (carinhosamente conhecidos como "Neivão"), planadores de madeira com boas características para instrução elementar. Tanto os aeroclubes civis, como o da Academia da Força Aérea Brasileira receberam os Blanik e fazem bom uso deles entrando no século XXI.

## Especificações

### Desempenho
- Velocidade Máxima: 250 Km/h(134 nós)
- Velocidade Mínima:60 Km/h(32 nós)
- Velocidade de Manobra:160 Km/h(86 nós)
- Velocidade de Reboque:150 Km/h(80 nós)

### Dimensões
- Comprimento:8,5 metros
- Envergadura:16,2 m / 18,2 m (c/ extensões de asa)
- Altura:1,9 m
- Área Alar:19,15 m2 / 20 m2 (c/ extensões de asa)
- Peso vazio:310 Kg / 315 Kg (c/ extensões de asa)
- Peso máximo na descolagem:10 Kg

Consultado site da força aérea Portuguesa: